# Hội Trầm hương Việt Nam
Hội Trầm hương Việt Nam là tổ chức xã hội - nghề nghiệp của những người làm việc trong lĩnh vực liên quan đến trầm hương tại Việt Nam . Hội có tên giao dịch tiếng Anh là Vietnam Agarwood Association, viết tắt là VAWA . Hội đăng ký là thành viên của Liên hiệp các Hội Khoa học và Kỹ thuật Việt Nam (VUSTA) .
Hội Trầm hương được thành lập ngày 11/1/2010 theo Quyết định chấp thuận của Bộ Nội vụ số 23/QĐ-BNV ngày 11 tháng 1 năm 2010 . Tại Đại hội lần thứ I Hội Trầm hương Việt Nam ngày 20/03/2010 đã thông qua Điều lệ Hội, và Điều lệ đã được Bộ Nội vụ phê duyệt tại Quyết định số 688/QĐ-BNV ngày 23 tháng 6 năm 2010 .
Văn phòng Hội đặt tại số 542 đường Trần Hưng Đạo, Phường 2, Quận 5, Thành phố Hồ Chí Minh .

## Mục đích
Mục đích tôn chỉ của Hội là tạo sự hợp tác, liên kết, hỗ trợ nhau giữa các hội viên về kinh tế, kỹ thuật, bảo vệ lợi ích hợp pháp, nâng cao hiệu quả kinh doanh, và góp phần bảo tồn và phát triển bền vững loài cây đặc biệt quý hiếm của Việt Nam.